# Podsmardzewo
Podsmardzewo (prononciation : [pɔtsmarˈd͡zɛvɔ]) est un village polonais de la gmina de Sochocin dans le powiat de Płońsk de la voïvodie de Mazovie dans le centre-est de la Pologne.

## Histoire
De 1975 à 1998, le village appartenait administrativement à la voïvodie de Ciechanów.